# Profesionalen Futbolen Klub Ludogorec 1945 2019-2020
Questa voce raccoglie le informazioni riguardanti il Profesionalen Futbolen Klub Ludogorec 1945 nelle competizioni ufficiali della stagione 2019-2020.

## Rosa
| N. |                           | Ruolo | Calciatore        |
| -- | ------------------------- | ----- | ----------------- |
| 3  | Bulgaria (bandiera)       | D     | Anton Nedjalkov   |
| 4  | Brasile (bandiera)        | D     | Cicinho           |
| 5  | Bulgaria (bandiera)       | D     | Georgi Terziev    |
| 6  | Israele (bandiera)        | D     | Taleb Tawatha     |
| 7  | Bulgaria (bandiera)       | C     | Dimo Bakalov      |
| 8  | Israele (bandiera)        | C     | Dan Biton         |
| 10 | Polonia (bandiera)        | A     | Jakub Świerczok   |
| 11 | Bulgaria (bandiera)       | D     | Stanislav Manolev |
| 12 | Madagascar (bandiera)     | C     | Anicet Abel       |
| 13 | Rep. del Congo (bandiera) | C     | Mavis Tchibota    |
| 17 | Guinea-Bissau (bandiera)  | C     | Jorginho          |
| 18 | Bulgaria (bandiera)       | C     | Svetoslav Djakov  |
| 20 | Bulgaria (bandiera)       | C     | Serkan Jusein     |
| 21 | Romania (bandiera)        | D     | Dragoș Grigore    |
| 22 | RD del Congo (bandiera)   | D     | Jordan Ikoko      |

| N. |                         | Ruolo | Calciatore         |
| -- | ----------------------- | ----- | ------------------ |
| 23 | Bulgaria (bandiera)     | P     | Plamen Iliev       |
| 25 | Senegal (bandiera)      | C     | Stéphane Badji     |
| 27 | Bulgaria (bandiera)     | P     | Vladislav Stojanov |
| 28 | Romania (bandiera)      | A     | Claudiu Keșerü     |
| 30 | Romania (bandiera)      | D     | Cosmin Moți        |
| 33 | Brasile (bandiera)      | P     | Renan              |
| 37 | Ghana (bandiera)        | A     | Bernard Tekpetey   |
| 81 | Bulgaria (bandiera)     | A     | Dimităr Mitkov     |
| 82 | Bulgaria (bandiera)     | C     | Ivan Jordanov      |
| 84 | Bulgaria (bandiera)     | C     | Marcelinho         |
| 88 | Bulgaria (bandiera)     | C     | Wanderson          |
| 90 | Brasile (bandiera)      | D     | Rafael Forster     |
| 92 | RD del Congo (bandiera) | C     | Jody Lukoki        |
| 95 | Brasile (bandiera)      | C     | Cauly              |